# Guy-Henry
Pour l’article homonyme, voir Guy Henry.
Henry Jaunet dit Guy-Henry, né  le 6 janvier 1922 à Saint-Aubin-lès-Elbeuf (Seine-Maritime) et mort le 9 juillet 2002 à Trets (Bouches-du-Rhône), est un acteur français.
De nombreux génériques de film le mentionnent alors qu'il s'agit d'un autre acteur, Marcel Bernier. Pourtant la ressemblance n'y est pas du tout mais ils opéraient dans le même registre de films : policier, action... Le début de filmographie ci-après est ainsi à prendre avec des réserves.

## Filmographie
- 1940 : La Comédie du bonheur de Marcel L'Herbier
- 1941 : Histoire de rire de Marcel L'Herbier
- 1942 : Mam'zelle Bonaparte de Maurice Tourneur
- 1942 : À vos ordres, Madame de Jean Boyer
- 1942 : Pontcarral, colonel d'Empire de Jean Delannoy
- 1942 : Haut le vent / Air natal de Jacques de Baroncelli
- 1942 : Les Visiteurs du soir de Marcel Carné
- 1943 : Le Comte de Monte-Cristo de Robert Vernay - Film tourné en deux époques -
- 1943 : Le Capitaine Fracasse d'Abel Gance
- 1944 : Le Bossu de Jean Delannoy
- 1946 : Le Capitan de Robert Vernay - Film tourné en deux époques -
- 1946 : Les Clandestins de André Chotin
- 1947 : Fantômas de Jean Sacha
- 1948 : Cargaison clandestine d'Alfred Rode
- 1948 : Les amoureux sont seuls au monde de Henri Decoin - Un auditeur à la salle Pleyel
- 1948 : L'Idole de Alexandre Esway
- 1948 : Aux yeux du souvenir de Jean Delannoy
- 1948 : La Dernière Charge - court métrage anonyme -
- 1949 : Le Secret de Mayerling de Jean Delannoy
- 1950 : Le Grand Cirque de Georges Péclet - Rogers
- 1951 : Atoll K de Léo Joannon
- 1951 : Ils étaient cinq de Jack Pinoteau
- 1952 : Procès au Vatican de André Haguet
- 1952 : Paris chante toujours de Pierre Montazel
- 1952 : Le Gantelet vert - "The green glove" de Rudy Maté et Louis A. Pascal
- 1952 : Fanfan la Tulipe de Christian-Jaque
- 1952 : Drôle de noce de Léo Joannon
- 1952 : Le Jugement de Dieu de Raymond Bernard
- 1952 : Monsieur Leguignon lampiste de Maurice Labro - L'automobiliste accidenté
- 1952 : Les Belles de nuit de René Clair - Un homme préhistorique
- 1952 : L'amour n'est pas un péché de Claude Cariven - Un déménageur
- 1953 : La Môme vert-de-gris de Bernard Borderie - Skendt, le préposé aux éclairages
- 1953 : Légère et court vêtue de Jean Laviron - Un infirmier de l'asile
- 1954 : Sidi Bel Abbès de Jean Alden-Delos
- 1954 : Les femmes s'en balancent de Bernard Borderie - Daredo
- 1954 : Les Chiffonniers d'Emmaüs de Robert Darène - Tonio
- 1954 : Cadet Rousselle de André Hunebelle - L'athlète de la troupe
- 1955 : À toi de jouer Callaghan de Willy Rozier - Un bagarreur
- 1955 : Les Aristocrates de Denys de La Patellière - Le boucher
- 1955 : Chiens perdus sans collier de Jean Delannoy - Un inspecteur sur la péniche
- 1955 : Le Fils de Caroline Chérie de Jean Devaivre
- 1955 : Les Hommes en blanc de Ralph Habib
- 1955 : Gas-oil de Gilles Grangier - Jojo, un routier ami de Chappe
- 1956 : Ces sacrées vacances de Robert Vernay
- 1956 : Cette sacrée gamine / Mam'zelle Pigalle de Michel Boisrond - Un dur de la bande de "Mylord"
- 1956 : À la manière de Sherlock Holmes de Henri Lepage - Le complice de Simon
- 1956 : La Châtelaine du Liban de Richard Pottier - Le géant
- 1956 : Et Dieu… créa la femme de Roger Vadim - Un bagarreur - sous réserves, peut être Marcel Bernier
- 1956 : La Loi des rues de Ralph Habib
- 1957 : L'Homme à l'imperméable de Julien Duvivier - sous réserves, peut être Marcel Bernier -
- 1957 : Sait-on jamais... de Roger Vadim
- 1957 : Marchands de filles de Maurice Cloche - Un inspecteur
- 1958 : Ces dames préfèrent le mambo de Bernard Borderie - Le mécanicien du bateau
- 1958 : Le Gorille vous salue bien de Bernard Borderie - Un inspecteur - sous réserves, peut être Marcel Bernier -
- 1958 : Incognito de Patrice Dally - Un policier
- 1958 : Une balle dans le canon de Charles Gérard et Michel Deville - Un inspecteur
- 1959 : Le fauve est lâché de Maurice Labro
- 1959 : Minute papillon de Jean Lefèvre
- 1959 : Les Liaisons dangereuses 1960 de Roger Vadim
- 1960 : Chaque minute compte de Robert Bibal
- 1960 : Classe tous risques de Claude Sautet - Un inspecteur
- 1960 : Colère froide de André Haguet - Le barman
- 1960 : Comment qu'elle est ? de Bernard Borderie - Un agent au cabaret
- 1960 : La Française et l'Amour - "L'adultère" de Henri Verneuil
- 1961 : Tintin et le mystère de la toison d'or de Jean-Jacques Vierne - Un homme de main
- 1962 : Arsène Lupin contre Arsène Lupin de Édouard Molinaro
- 1962 : La Loi des hommes de Charles Gérard
- 1962 : Les Mystères de Paris de André Hunebelle
- 1962 : L'Œil du Monocle de Georges Lautner - sous réserves, peut être Marcel Bernier -
- 1963 : Le Bon Roi Dagobert de Pierre Chevalier
- 1963 : D'où viens-tu Johnny ? de Noël Howard - Le second policier
- 1964 : La Ronde de Roger Vadim
- 1964 : Cyrano et d'Artagnan d'Abel Gance - Athos
- 1965 : Le Ciel sur la tête de Yves Ciampi
- 1965 : Le Gentleman de Cocody de Christian-Jaque
- 1965 : L'Or du duc de Jacques Baratier

## Théâtre
- 1961 : La Paix d'après Aristophane, mise en scène Jean Vilar, TNP Théâtre de Chaillot